# Улица Чайковского (Воронеж)
Улица Чайковского — улица в исторической части Воронежа (Центральный район).
Проходит от Проспекта Революции до Кольцовской улицы. Является одной из границ Парка «Орлёнок». Протяжённость улицы около 650 м.

## История

Памятник Осипу Мандельштаму

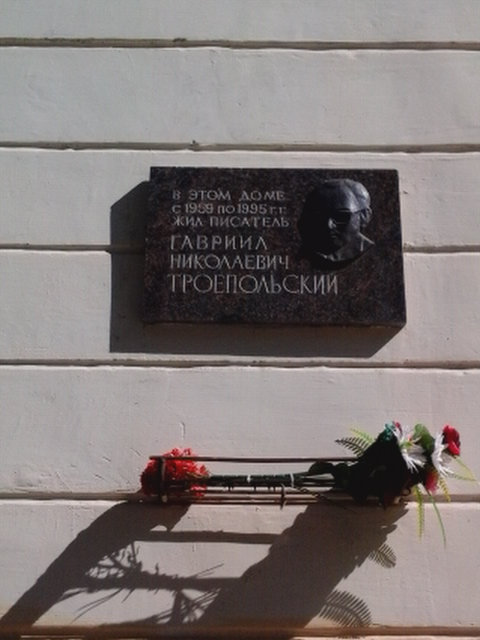
Мемориальная доска на ул. Чайковского д 8, Воронеж

Улица была запланирована на генеральном плане города 1774 года. К середине XIX века сформировался серединный участок современной улицы, получивший тогда название Сенная улица (переулок).
В конце 1920-х годов на примыкающей к улице Сенной площади было решено возвести новый спортивный комплекс. 8 ноября 1927 года новый стадион (ныне — Центральный стадион профсоюзов) был заложен. Со временем этот стадион стал главным в городе.
В 1940 года улица получила современное название, данное в честь великого русского композитора Петра Ильича Чайковского (1840—1893).
В 1954 году территорию бывшего плаца кадетского корпуса было решено превратить в детский парк, позднее получивший название «Орлёнок».
4 сентября 2008 года на улице был открыт памятник поэту Осипу Мандельштаму, в 1934—1937 годах поэт жил в д. 13 по улице Фридриха Энгельса, напротив места установки памятника.
В 2017 году на здании Воронежской государственной медицинской академии (улица Чайковского, д. 3А) была открыта мемориальная доска известному советскому учёному-физиологу академику Д. А. Бирюкову.

## Достопримечательности
д. 3А — бывший Дом Дворянского собрания (1899), Воронежская государственная медицинская академия, кафедра нормальной физиологии, кафедра медицинской физики. Мемориальная доска учёному-физиологу Дмитрию Андреевичу Бирюкову (1904—1969).
Памятник О. Э. Мандельштаму

## Известные жители
д. 8 — Гавриил Троепольский (1905—1995, мемориальная доска)